# 369 v.Chr.
Het jaar 369 v.Chr. is een jaartal volgens de christelijke jaartelling. 

## Gebeurtenissen

### Griekenland
- Het Thebaanse leger onder Epaminondas verovert de stadstaat Sicyon, daarna bereikt hij het dal van Eurotas en bedreigt Sparta.
- Dankzij de hulp van Epaminondas en de Thebanen krijgen de Messeniërs uiteindelijk hun vrijheid terug. Nog in hetzelfde jaar beginnen zij op initiatief van Epaminondas met de bouw van hun nieuwe hoofdstad Messene.
- Athene sluit met haar oorlogsrivaal Sparta een verbond, Laconië wordt door de Thebanen geplunderd.
- Begin van de regeerperiode van Alexander van Pherae tiran van Thessalië. De stad Larissa komt in opstand en Alexander vraagt hulp aan Macedonië.
- Alexander II herovert Larissa en bezet andere Thessalische steden.
- Een Thebaans expeditieleger onder Pelopidas verdrijft de Macedoniërs uit Thessalië.
- Thebe dwingt Alexander van Pherae toe te treden tot de Boeotische Bond.
- Macedonië raakt in burgeroorlog wegens conflict tussen Alexander II van Macedonië en zijn regent Ptolemaeus.

### Europa
- Koning Guithelin (369 - 363 v.Chr.) volgt zijn vader Gurguit Barbtruc op als heerser van Brittannië.

## Geboren
- Zhuang Zi, Chinese dichter en filosoof (waarschijnlijke datum)

## Overleden
- Zhou Lie Wang, Chinese koning van de Zhou-dynastie